# Spheterista
Spheterista är ett släkte av fjärilar. Spheterista ingår i familjen vecklare.
Kladogram enligt Catalogue of Life:
| Spheterista | \| \| Spheterista asaphopis \| \| \| \| \| \| Spheterista castaneana \| \| \| \| \| \| Spheterista eupista \| \| \| \| \| \| Spheterista fulva \| \| \| \| \| \| Spheterista glaucoviridana \| \| \| \| \| \| Spheterista ochreocuprea \| \| \| \| \| \| Spheterista pleonectes \| \| \| \| \| \| Spheterista variabilis \| \| \| \| |
|             | \| \| Spheterista asaphopis \| \| \| \| \| \| Spheterista castaneana \| \| \| \| \| \| Spheterista eupista \| \| \| \| \| \| Spheterista fulva \| \| \| \| \| \| Spheterista glaucoviridana \| \| \| \| \| \| Spheterista ochreocuprea \| \| \| \| \| \| Spheterista pleonectes \| \| \| \| \| \| Spheterista variabilis \| \| \| \| |
|             | Spheterista asaphopis |
|             | |
|             | Spheterista castaneana |
|             | |
|             | Spheterista eupista |
|             | |
|             | Spheterista fulva |
|             | |
|             | Spheterista glaucoviridana |
|             | |
|             | Spheterista ochreocuprea |
|             | |
|             | Spheterista pleonectes |
|             | |
|             | Spheterista variabilis |
|             | |